# Afternoons & Coffeespoons
Afternoons & Coffeespoons è il terzo singolo dei Crash Test Dummies estratto dall'album God Shuffled His Feet e registrato nel 1994. Afternoons & Coffespoons venne considerata la canzone più popolare della band tra i fan.

## Significato
La canzone è ispirata alla poesia Il canto d'amore di J. Alfred Prufrock di T. S. Eliot.

## Tracce
1. Afternoons & Coffeespoons – 3:53
2. Mmm Mmm Mmm Mmm (live) – 4:10
3. God Shuffled His Feet (live) – 5:36
4. In the Days of the Caveman (live) – 3:45

## Il video
Nel video Brad Roberts interpreta un paziente portato in ospedale, mentre gli altri membri della band interpretano i dottori che lo operano.

## Classifiche
| Classifica (1994)                | Posizione massima |
| -------------------------------- | ----------------- |
| Australia                        | 40                |
| Billboard Canadian Singles Chart | 24                |
| Official Singles Chart           | 23                |
| U.S. Billboard Hot 100           | 66                |